# Ђупчево
Ђупчево (грч. Γυψοχώρι, Гипсохори) је насељено место у општини Пела у периферији Средишња Македонија, Грчка. Према попису из 2021. године било је 307 становника.
Према бугарском географу и историчару, Василу Канчову, у Ђупчеву је 1900. године живело 260 Словена хришћана. Године 1924. принудно је исељено 33 мештана у Бугарску а на њихово место је насељено 10 грчких избегличких породица из Турске, укупно 43 особа. На попису из 1991. године Ђупчево је имало 428 становника, од чега су апсолутна већина били Словени.